# Copa do Mundo de Rugby League de 1995
A Copa do Mundo de Rugby League de 1995 foi a décima primeira edição do torneio. Ocorreu três anos depois do término da anterior, e no ano em que o rugby league completou o seu centenário.
Foi realizada no Reino Unido. A Austrália, que tradicionalmente é a seleção de rugby league mais forte do mundo, foi campeã pela oitava vez. Seria também o quinto de seis títulos seguidos dos Kangaroos.
Para comemorar o centenário do esporte, a edição foi ambiciosa: a Copa, que até então era disputada por cinco participantes, foi expandida para dez. Inglaterra e País de Gales, como na Copa de 1975, voltaram a jogar no lugar da seleção da Grã-Bretanha, que não veio mais a participar dos mundiais. Às demais competidores anteriores, Austrália, França, Nova Zelândia e Papua-Nova Guiné, somaram-se quatro estreantes: África do Sul (que ensaiara ingressar na competição na década de 1960, mas tal inclusão fracassara), Fiji, Samoa Ocidental e Tonga.
A edição contou com diversos jogadores que já haviam jogado a Copa do Mundo de Rugby Union. Da seleção galesa, John Devereux, Paul Moriarty, Adrian Hadley, todos na de 1987, Richard Webster e Dai Young, ambos na de 1987 e na de 1991, e Scott Gibbs, de 1991 (Devereux e Moriarty já haviam jogado a Copa anterior de Rugby League, pela Grã-Bretanha); Asa Amone (1987), da tonganesa; Fili Seru, Noa Nadruku e Kaleveti Naisoro (todos na de 1991), da fijiana; John Timu e Va'aiga Tuigamala (também de 1991), da neozelandesa; e Apollo Perelini (idem), da samoana.
A expansão acarretou em diversos jogos desequilibrados. Mesmo assim, a Copa continuaria a expandir-se na edição seguinte, em 2000.

## Resultados

### Grupo 1
| 7 Outubro  |       |           |                                  |
| Inglaterra | 20–16 | Austrália | Wembley, Londres Público: 41,271 |
|            |       |           | Wembley, Londres Público: 41,271 |

| 8 Outubro |      |               |                                      |
| Fiji      | 52–6 | África do Sul | Cougar Park, Keighley Público: 4,845 |
|           |      |               | Cougar Park, Keighley Público: 4,845 |

| 10 Outubro |      |               |                                                           |
| Austrália  | 86–6 | África do Sul | Gateshead International Stadium, Gateshead Público: 9,181 |
|            |      |               | Gateshead International Stadium, Gateshead Público: 9,181 |

| 11 Outubro |      |      |                                     |
| Inglaterra | 46–0 | Fiji | Central Park, Wigan Público: 26,263 |
|            |      |      | Central Park, Wigan Público: 26,263 |

| 14 Outubro |      |      |                                               |
| Austrália  | 66–0 | Fiji | McAlpine Stadium, Huddersfield Público: 7,127 |
|            |      |      | McAlpine Stadium, Huddersfield Público: 7,127 |

| 14 Outubro |      |               |                                           |
| Inglaterra | 46–0 | África do Sul | Headingley Stadium, Leeds Público: 14,041 |
|            |      |               | Headingley Stadium, Leeds Público: 14,041 |

| Seleção       | Jogos | Vitórias | Empates | Derrotas | Pontos Pró | Pontos Contra | Saldo | Pontos |
| ------------- | ----- | -------- | ------- | -------- | ---------- | ------------- | ----- | ------ |
| Inglaterra    | 3     | 3        | 0       | 0        | 112        | 16            | +96   | 6      |
| Austrália     | 3     | 2        | 0       | 1        | 168        | 26            | +142  | 4      |
| Fiji          | 3     | 1        | 0       | 2        | 52         | 118           | −66   | 2      |
| África do Sul | 3     | 0        | 0       | 3        | 12         | 184           | −172  | 0      |

### Grupo 2
| 8 Outubro     |       |       |                                                |
| Nova Zelândia | 25–24 | Tonga | Wilderspool Stadium, Warrington Público: 8,083 |
|               |       |       | Wilderspool Stadium, Warrington Público: 8,083 |

| 10 Outubro       |       |       |                                    |
| Papua-Nova Guiné | 28–28 | Tonga | The Boulevard, Hull Público: 5,121 |
|                  |       |       | The Boulevard, Hull Público: 5,121 |

| 13 Outubro    |      |                  |                                         |
| Nova Zelândia | 22–6 | Papua-Nova Guiné | Knowsley Road, St Helens Público: 8,679 |
|               |      |                  | Knowsley Road, St Helens Público: 8,679 |

| Seleção          | Jogos | Vitórias | Empates | Derrotas | Pontos Pró | Pontos Contra | Saldo | Pontos |
| ---------------- | ----- | -------- | ------- | -------- | ---------- | ------------- | ----- | ------ |
| Nova Zelândia    | 2     | 2        | 0       | 0        | 47         | 30            | +17   | 4      |
| Tonga            | 2     | 0        | 1       | 1        | 52         | 53            | −1    | 1      |
| Papua-Nova Guiné | 2     | 0        | 1       | 1        | 34         | 50            | −16   | 1      |

### Grupo 3
| 9 Outubro     |      |        |                                      |
| País de Gales | 28–6 | França | Ninian Park, Cardiff Público: 10,250 |
|               |      |        | Ninian Park, Cardiff Público: 10,250 |

| 12 Outubro |       |                 |                                     |
| França     | 10–56 | Samoa Ocidental | Ninian Park, Cardiff Público: 2,173 |
|            |       |                 | Ninian Park, Cardiff Público: 2,173 |

| 15 Outubro    |       |                 |                                      |
| País de Gales | 22–10 | Samoa Ocidental | Vetch Field, Swansea Público: 15,385 |
|               |       |                 | Vetch Field, Swansea Público: 15,385 |

| Seleção         | Jogos | Vitórias | Empates | Derrotas | Pontos Pró | Pontos Contra | Saldo | Pontos |
| --------------- | ----- | -------- | ------- | -------- | ---------- | ------------- | ----- | ------ |
| País de Gales   | 2     | 2        | 0       | 0        | 50         | 16            | +34   | 4      |
| Samoa Ocidental | 2     | 1        | 0       | 1        | 66         | 32            | +34   | 2      |
| França          | 2     | 0        | 0       | 2        | 16         | 84            | −68   | 0      |

### Semifinais
| 21 Outubro |       |               |                                          |
| Inglaterra | 25–10 | País de Gales | Old Trafford, Manchester Público: 30.042 |
|            |       |               | Old Trafford, Manchester Público: 30.042 |

| 22 Outubro |       |               |                                                |
| Austrália  | 30–20 | Nova Zelândia | McAlpine Stadium, Huddersfield Público: 16,608 |
|            |       |               | McAlpine Stadium, Huddersfield Público: 16,608 |

### Final
| 28 Outubro |      |           |                                  |
| Inglaterra | 8–16 | Austrália | Wembley, Londres Público: 66.540 |
|            |      |           | Wembley, Londres Público: 66.540 |